# Sant Mateu de Bages
Sant Mateu de Bages és un poble, cap del municipi del mateix nom, situat al nord-oest de la comarca del Bages. El municipi es formà l'any 1840 a partir de l'agrupació de diversos nuclis. Actualment està format per cinc entitats de població: Castelltallat, Coaner, Salo, Sant Mateu de Bages i Valls de Torroella, amb un total de 608 habitants l'any 2020. També es podria afegir que el terme actual comprèn les antigues quadres de Meià i Claret de Cavallers. Amb 102,9km2, és el municipi més gran de la província de Barcelona. Limita a l'oest amb la Serra de Pinós i l’altiplà segarrenc de la Molsosa (comarques de l'Anoia i el Solsonès), al nord amb la Serra de les Garrigues, al sud amb la Vall de Fonollosa i a l'est amb la depressió del Cardener.
| Entitat de població | Habitants (2024) |
| Valls de Torroella  | 318              |
| Sant Mateu de Bages | 108              |
| Salo                | 103              |
| Castelltallat       | 89               |
| Coaner              | 19               |
| Font: Idescat       |                  |

Té un patrimoni natural i forestal molt important, el més destacat de la comarca, tot i quedà molt afectat com a conseqüència dels incendis de l’any 1994 i 1998. Les diferents formacions forestals es distribueixen segons l’orientació: al sud, pinedes sobretot de pi blanc, de pinyoner a les zones més baixes i pinassa a partir de 700 m; al nord i a l'est, pinasses; i rouredes i alzinars, a qualsevol orientació. Allà on no hi ha bosc hi predominen els prats de jonça o el fenassar. Els conreus situats a les zones més planes, son de secà i principalment de cereals. Hi ha importants vestigis que fan pensar que la vinya i els oliverars van tenir molta importància en èpoques passades.
N'eren molt reconegudes les llenegues que es podien collir al terme, fins al gran incendi de 1994.

## Geografia
- Llista de topònims de Sant Mateu de Bages (Orografia: muntanyes, serres, collades, indrets..; hidrografia: rius, fonts...; edificis: cases, masies, esglésies, etc)

## Història
El lloc de Sant Mateu està documentat des del segle x en l'acta de consagració del monestir berguedà de Sant Llorenç prop de Bagà, quan l'any 983 hi figura la dotació de casas, terras et vineas in Sancto Matheo. Així també consta en un rètol a l'església. En el segle xi, un personatge anomenat 'Guadaldo Sancti Mathei', és citat en el testament d'Arnulf (bisbe de Vic), així també Seniofredus Sancti Mathei signa el 1021 en una donació feta per la vescomtessa Engúncia i el seu fill Bremon. El castell és esmentat per primera vegada l'any 1018. Durant la Segona República Espanyola, entre els anys 1937 i 1939, en plena Guerra Civil espanyola, va adoptar el nom de Bages d'en Selves com a denominació oficial dins la política governamental de substituir tots els noms amb referències religioses. Durant aquests anys l'ajuntament va emetre paper moneda de curs legal on figurava el nom del municipi com Bages d'en Selves.

## Llocs d'interès

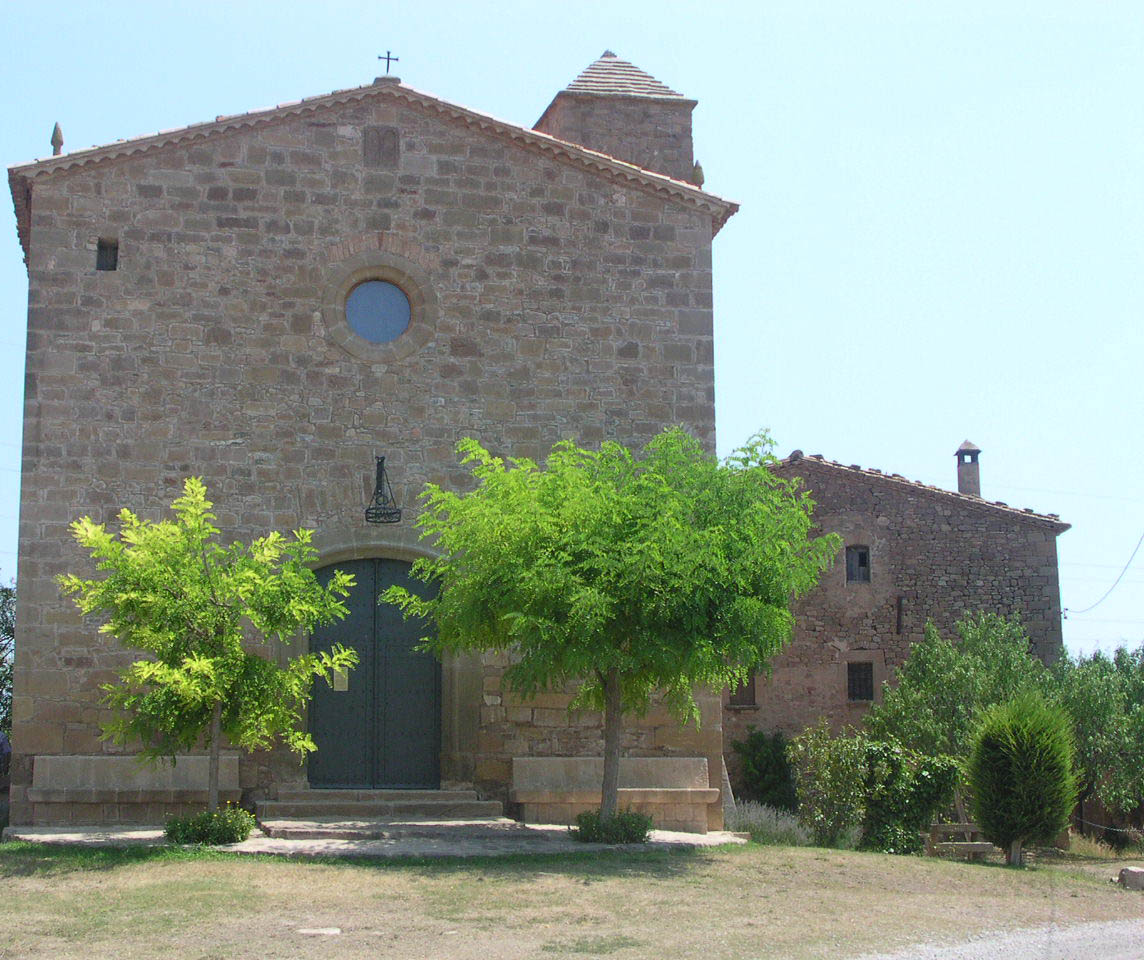
Església de Sant Mateu de Bages

Abunden els indrets d'interès, alguns dels quals, com el dolmen de Castelltallat i diversos enterraments dels segles vii al x, són testimoni de l'antiga ocupació humana d'aquest territori. També hi ha el Museu Arqueològic i d'Instrumental Agrícola, inaugurat el setembre de 2010. Destaca com l'equipament turístic més visitat del municipi l'Observatori Astronòmic de Castelltallat, que acaba de rebre el distintiu de parc estel·lar Starlight a l'any 2025.
Un altre patrimoni són les monumentals pagesies, algunes d'elles fortificades i els abundants monuments romànics:
- Església de Sant Mateu de Bages
- Sant Martí de Bertrans
- Santa Margarida de Bonveí, en ruïnes.
- Sant Joan dels Caus
- Sant Miquel de Castelltallat
- Sant Pere de Claret dels Cavallers
- Santa Maria de Coaner
- Sant Martí de les Feixes
- Sant Cristòfol de Figuera
- Santa Eugènia de Goberna, en ruïnes.
- Sant Martí de les Planes, en ruïnes.
- Sant Miquel de les Planes
- Santa Maria de la Sala

## Festes
- 3r diumenge de setembre (Sant Mateu)
- 3r diumenge d'agost (Salo)
- 4t diumenge de setembre (Castelltallat)
- Caramelles per Pasqua (Sant Mateu i Castelltallat)

## Demografia
| 1497 f | 1515 f | 1553 f | 1717 | 1787 | 1857  | 1877 | 1887 | 1900 | 1910 |
| ------ | ------ | ------ | ---- | ---- | ----- | ---- | ---- | ---- | ---- |
| 44     | 38     | 38     | 250  | 770  | 1.112 | 544  | 564  | 492  | 762  |

| 1920 | 1930  | 1940  | 1950  | 1960 | 1970 | 1981 | 1990 | 1992 | 1994 |
| ---- | ----- | ----- | ----- | ---- | ---- | ---- | ---- | ---- | ---- |
| 841  | 1.148 | 1.118 | 1.006 | 860  | 810  | 628  | 573  | 538  | 538  |

| 1996 | 1998 | 2000 | 2002 | 2004 | 2006 | 2008 | 2010 | 2012 | 2014 |
| ---- | ---- | ---- | ---- | ---- | ---- | ---- | ---- | ---- | ---- |
| 513  | 513  | 491  | 702  | 664  | 661  | 673  | 663  | 643  | 644  |

| 2016 | 2018 | 2020 | 2022 | 2024 | 2026 | 2028 | 2030 | 2032 | 2034 |
| ---- | ---- | ---- | ---- | ---- | ---- | ---- | ---- | ---- | ---- |
| 618  | 600  | 608  | 628  | 637  | -    | -    | -    | -    | -    |

El 1997 es va agregar la Colònia Valls, segregada de Navàs.

## Fills il·lustres
- Joan Selves i Carner (1898-1934): polític republicà nascut al poble de Castelltallat.